# Neurot Recordings
Neurot Recordings és un segell discogràfic independent estatunidenc fundat el 1999 per membres del grup de post-metal Neurosis. Al llarg dels anys ha expandit el seu catàleg a grups de sludge metal, post-rock i noise.